# Ninette y un señor de Murcia (película)
Ninette y un señor de Murcia es una película española realizada en 1965 y dirigida por Fernando Fernán Gómez.Está protagonizada por Rosenda Monteros, Fernando Fernán Gómez, Alfredo Landa, Rafael López Somoza y Aurora Redondo.
Se trata de una adaptación cinematográfica de  obra teatral homónima de Miguel Mihura. Existen varias adaptaciones de la obra teatral para televisión española con parte del mismo reparto y varias décadas después, José Luis Garci en 2005 realizó una nueva adaptación al cine titulada Ninette.

## Sinopsis
Andrés Martínez (Fernando Fernán Gómez) es un hombre maduro que siempre ha trabajado en una librería y tienda familiar de artículos religiosos y que nunca ha viajado ni salido de Murcia. Con el dinero de la herencia del negocio familiar, decide por fin hacer un viaje de ocio a París para disfrutar de la libertad y de la vida nocturna, y sobre todo para conocer mujeres. En la capital francesa vive su amigo Armando (Alfredo Landa) que, por petición de Andrés, le busca alojamiento en una casa de huéspedes en la que hablen español. Allí Andrés conoce a Ninette (Rosenda Monteros), una joven atractiva parisina, hija de una pareja de exiliados españoles (Rafael López Somoza y Aurora Redondo).

## Intérpretes
- Rosenda Monteros (Ninette)
- Fernando Fernán Gómez (Andrés Martínez Segura)
- Alfredo Landa (Armando)
- Rafael López Somoza (M. Pierre, padre de Ninette)
- Aurora Redondo (Mdme. Bernarda, madre de Ninette)
- Claudia Gravy (vecina escultora)
- Ángel Ortiz (René, novio de Ninette)
- Cayetano Torregrosa (exiliado)
- Alfonso del Real (exiliado)
- Juan Cazalilla (exiliado con acento francés)
- Joaquín Bergia (exiliado con boina)
- Elisa Méndez (secretaria de Armando)

## Premios
21.ª edición de las Medallas del Círculo de Escritores Cinematográficos
| Categoría    | Película           | Resultado |
| ------------ | ------------------ | --------- |
| Mejor música | Antonio Pérez Olea | Ganador   |